# Bruce Mahler
Bruce Mahler (12 de septiembre de 1950 en Nueva York) es un actor y productor estadounidense más conocido por su papel de Douglas Fackler en la  saga de Loca academia de policía y como Rabino Kirschbaum en Seinfeld.
Mahler debutó en 1977 en la serie Fernwood 2Nite y tres años más tarde aparecería en Fridays. A principios de los años 80 en el programa televisivo Saturday Night Live. En 1984 alcanzaría reconocimiento internacional al interpretar al cadete (en las siguientes: agente y sargento) Douglas Fackler en cuatro de las siete películas de Loca academia de policía, no obstante, su filmografía incluye títulos como Friday the 13th: The Final Chapter, Diff'rent Strokes y Funland.
En los años 90 participó en la serie televisiva The Famous Teddy Z aparte de ser un actor habitual en la serie Seinfeld. También realizó cameos en producciones como Hook, Dick Tracy y Loaded Weapon 1.  
En el año 2000 tuvo dos papeles en las películas La tormenta perfecta y Scary Movie 2 antes de retirarse de la interpretación un año después.
En 2001 empezó su carrera como guionista y productor tras fundar su propia productora en Florida y otra en Nueva York donde es el propietario.